# فرانكلين (كيبك)
فرانكلين (بالإنجليزية: Franklin, Quebec)‏ هي بلدية محلية في كيبيك تقع في كندا في Le Haut-Saint-Laurent Regional County Municipality. يقدر عدد سكانها بـ 1,688 نسمة ومساحتها 113.20 كم2 .